# Barnafejű földirigó
A barnafejű földirigó (Geokichla interpres)  a madarak osztályának verébalakúak (Passeriformes) rendjébe és a rigófélék (Turdidae) családjába tartozó faj.

## Előfordulása
Brunei, Indonézia, a Fülöp-szigetek és Thaiföld területén honos. Esőerdők aljának lakója.

## Megjelenése
Testhossza 16 centiméter.

## Életmódja
Rovarokkal, férgekkel, csigákkal és gyümölcsökkel táplálkozik.

## Szaporodása
Csésze alakú fészkét ágvillába készíti.